# Рамон Вега
Рамон Вега (ісп. Ramon Vega, нар. 14 червня 1971, Ольтен) — швейцарський футболіст іспанського походження, що грав на позиції центрального захисника, зокрема, за клуб «Грассгоппер», а також національну збірну Швейцарії.

## Клубна кар'єра
Народився 14 червня 1971 року в місті Ольтен. Вихованець футбольної школи клубу «Грассгоппер». Дорослу футбольну кар'єру розпочав 1990 року в основній команді того ж клубу, в якій провів шість сезонів, взявши участь у 156 матчах чемпіонату. Більшість часу, проведеного у складі «Грассгоппера», був основним гравцем захисту команди.
Влітку 1996 року перейшов до італійського «Кальярі», а вже за півроку, на початку 1997 року, став гравцем англійського «Тоттенгем Готспур». Провів у лондонській команді чотири роки, здебільшого як гравець ротації.
Першу половину 2001 року провів у шотландському «Селтіку», у складі якого здобув свій єдиний у кар'єрі трофей — титул чемпіона Шотландії 2000/01. 
Згодом відіграв по сезону за «Вотфорд» і «Кретей» у других лігах відповідно Англії і Франції, після чого завершив професійну ігрову кар'єру.

## Виступи за збірну
1993 року дебютував в офіційних матчах у складі національної збірної Швейцарії. Протягом кар'єри у національній команді, яка тривала 4 роки, провів у її формі 23 матчі, забивши 1 гол.
У складі збірної був учасником чемпіонату Європи 1996 року в Англії, де взяв участь в усіх трьох іграх групового етапу, який швейцарці подолати не змогли.

## Титули і досягнення
- Чемпіон Швейцарії (3):

«Грассгоппер»: 1990–91, 1994–95, 1995–96
- Володар Кубка Швейцарії (1):

«Грассгоппер»: 1993–94
- Володар Кубка Футбольної ліги (1):

«Тоттенгем Готспур»: 1998–99
- Чемпіон Шотландії (1):

«Селтік»: 2000–01
- Володар Кубка Шотландії (1):

«Селтік»: 2000–01
- Володар Кубка шотландської ліги (1):

«Селтік»: 2000–01